# Leucanopsis ephrem
Leucanopsis ephrem là một loài bướm đêm thuộc phân họ Arctiinae, họ Erebidae.